# HD 146690
HD 146690，又名CP-54 7493，SAO 243654、HR 6073，是一颗恒星，视星等为5.77，位于銀經329.86，銀緯-3.59，其B1900.0坐标为赤經16h 12m 25.8s，赤緯-54° -3.59′ 46″。